# 丹麦首都圈轻轨
丹麦首都圈轻轨是丹麦哥本哈根地区一个建设中的轻轨系统。
首条线路“三环路线”2018年开始建设，预计2025年通车。 完工后年客流量预计为1300万—1400万人次。设计发车间隔为5分钟，预计全程58分钟。

## 背景
现时哥本哈根地区没有任何轻轨系统，但在1863年至1972年间曾拥有轻轨系统。那时的轻轨开通初期为有轨马车，19世纪80年代引入蒸汽动力，19世纪90年代起开始采用电力驱动。因其运营期间的多半时期采用电车。
哥本哈根现有的哥本哈根地铁及哥本哈根市郊铁路呈放射型布局，两者在哥本哈根主城区及各条放射线附近区域的覆盖较好，但在各条放射线之间却存在诸多的城市轨道交通空白。 建设中的丹麦首都圈轻轨的首条路线三环路线，位于哥本哈根地区中西部的外围区域，建成后将填补沿线区域的轨道交通空白。

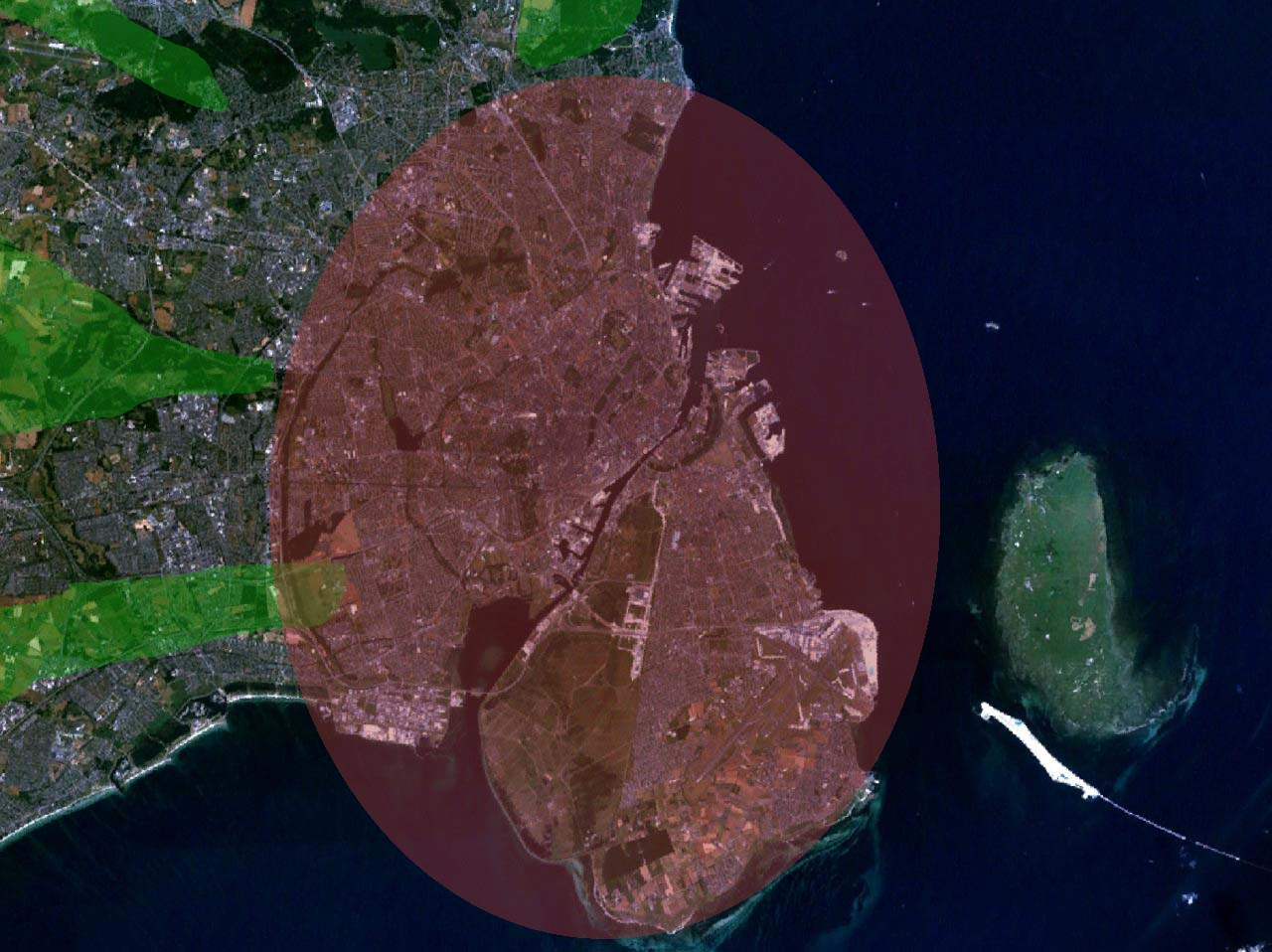
手形布局的哥本哈根地区，其城市扩展时沿放射形布局的哥本哈根市郊铁路沿线进行，外围城区就像手指一样。建设中的三环路线就相当于手指间的连线，填补了手指与手指间的轨道交通空白。

## 线路及车站
建设中的丹麦首都圈轻轨目前公布的规划仅包括一条线路——三环路线。 该线大致与三环路平行，并因此而得名。线路大致呈南北走向，共有29座车站，其中6座可换乘哥本哈根市郊铁路。建成后，丹麦首都圈轻轨三环路线将会与多条哥本哈根市郊铁路线路相交，并填补既有大哥本哈根地区城市轨道交通的空白。

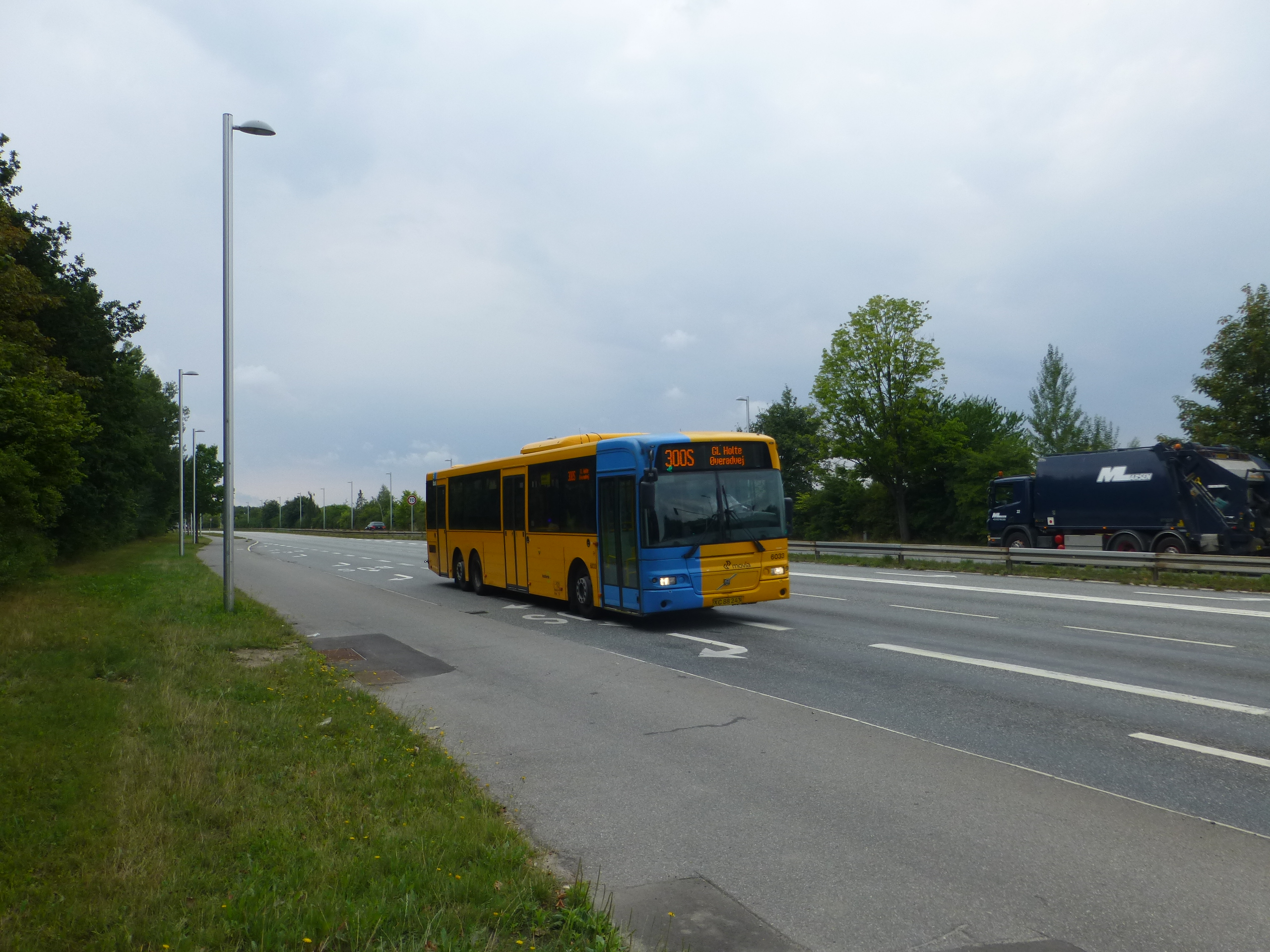
行驶在规划中的“丹麦首都圈轻轨三环路线”沿线的300S路公交，计划未来通过轻轨取代这一公交线路。

## 投资与所有权分配
丹麦首都圈轻轨由丹麦交通部、首都大区及沿线各市镇（靈比-措拜克市鎮、格萊薩克瑟市鎮、海萊烏市鎮、阿爾貝特斯隆市鎮、勒藻勒市鎮、格洛斯楚普市鎮、布伦比市镇、維茲奧勒市鎮、瓦倫斯拜克市鎮、伊斯霍伊市鎮、霍耶-措斯楚普市鎮）共同所有。各方出资比例为：丹麦中央政府40％、沿线各市镇34％、首都大区26％。

## 远期规划
目前已知多条规划中的线路，包括：
- 自公园街（Park Allé）起，经布伦比体育场（丹麥語：Brøndby Stadion）、布伦比海滩站，终到阿维多尔半岛（英语：Avedøre Holme）的轻轨线。
- 通往哥本哈根机场的轻轨线。
- 通往国铁科克代尔站的轻轨北部延伸线。
- 通往赫赫隧道（英语：HH Tunnel）（中文又称“HH隧道”）的轻轨线。[註 1][9]

## 外部連結
- 丹麦首都圈轻轨官网（页面存档备份，存于）（丹麦语）
- The line in the Copenhagen region rapid transit network (in yellow)
- Planned course of the line（页面存档备份，存于）